# Émile Debraux

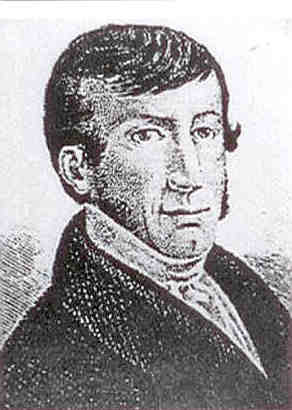
Émile Debraux.

Émile Debraux, född 30 augusti 1796, död 12 februari 1831, var en fransk visdiktare.
Medan hans lärare Pierre-Jean de Béranger främst riktade sig till medelklassen, vände sig Debraux i sina visor till arbetarklassen. Bland hans verk märks särskilt Le Béranger de la canaille. Hans Oeuvres complètes utgavs i 3 band 1835-1836.